# Veselovskýita
La veselovskýita és un mineral de la classe dels fosfats, que pertany al grup de la lindackerita. Rep el seu nom en honor del Dr. František Veselovský (1948-), un excepcional mineralogista de la Czech Geological Survey, que va descriure diversos minerals nous del districte miner de Jáchymov.

## Característiques
La veselovskýita és un fosfat de fórmula química ZnCu₄(AsO₄)₂(HAsO₄)₂·9H₂O. Va ser aprovada com a espècie vàlida per l'Associació Mineralògica Internacional l'any 2006. Cristal·litza en el sistema triclínic. La seva duresa a l'escala de Mohs es troba entre 2 i 3. És l'anàleg amb zinc de la lindackerita i la pradetita.
Segons la classificació de Nickel-Strunz, la veselovskýita pertany a «08.CE: Fosfats sense anions addicionals, amb H₂O, només amb cations de mida mitjana, RO₄:H₂O sobre 1:2,5» juntament amb els següents minerals: chudobaïta, geigerita, newberyita, brassita, fosforrösslerita, rösslerita, metaswitzerita, switzerita, lindackerita, ondrušita, pradetita, klajita, bobierrita, annabergita, arupita, barićita, eritrita, ferrisimplesita, hörnesita, köttigita, manganohörnesita, parasimplesita, vivianita, pakhomovskyita, simplesita, cattiïta, koninckita, kaňkita, steigerita, metaschoderita, schoderita, malhmoodita, zigrasita, santabarbaraïta i metaköttigita.

## Formació i jaciments
Va ser descoberta a la localitat txeca de Jáchymov, situada al districte homònim d'Erzgebirge, a la regió de Karlovy Vary, on sol trobar-se en forma de cristalls tabulars individuals, llisos com a llistons de fins a 1 mm de longitud, associats a la strashimirita. Es tracta de l'únic indret de tot el planeta on ha estat descrita aquesta espècie mineral.